# Coupe Mitropa 1929
Navigation
Édition précédente Édition suivante
La Coupe Mitropa 1929 est la troisième édition de la Coupe Mitropa. Elle est disputée par huit clubs provenant de quatre pays européens.
La compétition est remportée par l'Újpest FC, qui bat en finale le Slavia Prague, sept buts à trois.

## Compétition
Les matchs des quarts, des demies et la finale sont en format aller-retour. 

### Quarts-de-finale
| Équipe 1     | Résultat | Équipe 2        | Aller | Retour |
| ------------ | -------- | --------------- | ----- | ------ |
| Újpest FC    | 6-3      | Sparta Prague   | 6-1   | 0-2    |
| MTK Budapest | 2-6      | First Vienna    | 1-4   | 1-2    |
| Rapid Vienne | 5-1      | Genova FBC 1893 | 5-1   | 0-0    |
| Juventus     | 1-3      | Slavia Prague   | 1-0   | 0-3    |

### Demi-finales
| Équipe 1     | Résultat | Équipe 2      | Aller | Retour | Appui |
| ------------ | -------- | ------------- | ----- | ------ | ----- |
| First Vienna | 5-6      | Slavia Prague | 3-2   | 2-4    |       |
| Újpest FC    | 7-5      | Rapid Vienne  | 2-1   | 2-3    | 3-1   |

### Finale
La finale se déroule sur deux matchs : le 3 novembre 1929 et le 11 novembre 1929.
| Équipe 1  | Résultat | Équipe 2      | Aller | Retour |
| --------- | -------- | ------------- | ----- | ------ |
| Újpest FC | 7-3      | Slavia Prague | 5-1   | 2-2    |